# Syran Mbenza
Syran Mbenza (O M'Benza) (n. 31 de mayo de 1950, República Democrática del Congo) es un guitarrista, originalmente del Congo, quién ha vivido en París desde entonces aproximadamente 1981.  Ha grabado y actuado encima cinco décadas, incluyendo como artista de solo; cuando uno de los cuatro miembros del populares soukous Les Quatre Étoiles; como fundar miembro del acústico, congoleño rumba banda de resurgimiento Kékélé; en otras bandas; y en soporte de artistas numerosos.  Ha sido descrito cuando uno de los jugadores de guitarra más grandes de África.

## Biografía

### Infancia y comienzos musicales
Mingiedi "Syran" Mbenza nació el 31 de mayo de 1950, en una familia de seis, en Leopoldville (ahora Kinshasa), en lo que era entonces el Congo Belga (y era más tarde la República del Congo, entonces Zaire, y es ahora la República Democrática del Congo).
Mbenza comenzó a tocar la guitarra alrededor de los 11 años. Creció escuchando la música de Franco, y se enseñó a tocar la guitarra al estilo de Franco. Tocó en varias bandas locales y aprendió de "Docteur Nico" (Nicolas Kasanda) de African Jazz .  En 1968, mientras todavía estaba en la escuela, se unió a un grupo de vecinos llamado La Banita y se quedó hasta aproximadamente 1970. Esto fue seguido por períodos con Jamel Jazz, Dynamic Jazz, Ewawa de Malph y Somo-Somo. (Esta lista se incluye en varias biografías en miniatura de Mbenza, aunque no está confirmada por las pocas fuentes disponibles en esas bandas, por ejemplo, una lista de músicos de renombre con experiencia temprana en Jamel Jazz. ) 
Luego se unió a la banda Lovy du Zaire, formada en 1971 o 1972 por Victor "Vicky" Longomba, quien anteriormente fue cofundador de OK Jazz y luego miembro de African Jazz. Otros músicos más famosos en Lovy du Zaire incluyeron a Bumba Massa, Youlou Mabiala y Mose Se Sengo (Mose Fan Fan) .

### Carrera profesional
Después de dejar el Lovy, Mbenza decidió convertirse en músico profesional, trabajando con un grupo llamado Orchestre Kara (o Kara de Kinshasa) en un club nocturno con el mismo nombre. Vicky Longomba había creado ese grupo en 1973 o 1974, como la banda sucesora de Lovy. : 249 
En 1978, Mbenza se mudó, en palabras del historiador de la música congoleña Gary Stewart, "a lo que parecía, al menos desde el oprimido Kinshasa, como el clima más próspero de África occidental", inicialmente Lomé, Togo. : 249  Allí se unió al African All Stars de Sam Mangwana, con otros músicos congoleños, incluido el guitarrista Bopol Mansiamina, que se convertiría en un colaborador de toda la vida, y el baterista Ringo Moya. : 249  Sin embargo, la versión original de esa banda solo duró aproximadamente un año, luego se dividió en dos, con un grupo (incluidos Mangwana, Mbenza y Bopol) que se mudaron a Abiyán, Costa de Marfil y otro grupo que se quedó en Lomé.  : 249–50 
Después de la separación, el productor con sede en París Eddy Gustave llevó a Mangwana, Mbenza, Bopol y Pablo Lubadika a París para una sesión de grabación en septiembre de 1979, que dio como resultado dos álbumes en su sello discográfico Eddy'son, incluyendo remakes de algunas canciones de African All-Stars. : 256–57  Confusamente, las portadas de ambos álbumes se titulan Eddy'Son Presente Sam Mangwana. Para el año siguiente, esos cuatro músicos "se desplazaron de ida y vuelta entre París y el corredor Abidjan-Lomé", tocando juntos como Sam Mangwana Internacional.  : 268 
El pie de foto de la versión de 1979 de African All Stars enumera el instrumento de Mbenza como "guitarra mi-solo". En la música congoleña, la guitarra mi-solo o medio solo juega un papel "entre las guitarras solistas y las guitarras rítmicas". El trabajo de Mbenza con Mangwana se hizo famoso en los círculos musicales congoleños. En 1990, el New York Times notó su trabajo de guitarra principal en "Maria Tebbo" de Mangwana en 1979, que describió como "un éxito panafricano".
Mientras estaba en África occidental, en 1980, grabó su primer álbum en solitario, Kouame .

### Con Les Quatre Étoiles: París
Alrededor de 1981, Mbenza se mudó a París, donde se ha establecido desde entonces, mientras que con frecuencia viaja por todo el mundo con otros músicos africanos, incluidos Europa, América del Norte, y África Oriental. Los años inmediatamente posteriores a su traslado a París fueron los más prolíficos, hasta la fecha. 
En París, Mbenza tenía gran demanda como músico de sesión. : 211  Como uno de los "hombres de sesión" congoleños en París, otros guitarristas como Diblo Dibala, Rigo Star Bamundélé y Dally Kimoko, los productores lo llamaban a menudo para tocar la guitarra en los discos de otros, por lo que recibió una tarifa plana, además de liderar en sus propios registros, por los cuales obtuvo regalías. : 320  Continuó trabajando a menudo con Bopol, que se había mudado de Lomé a París casi al mismo tiempo, generalmente con Mbenza tocando la guitarra solista y Bopol tocando la guitarra rítmica. Los productores que contrataron a Mbenza incluyeron a Eddy Gustave y su sello Eddy'Son, Moumouni Outtara y Afro-Rythme, Richard Dick y Africamania, e Ibrahim Sylla y Syllart, así como los sellos Salsa Musique, Melodie y Buda Musique. Mbenza lanzó varios álbumes en solitario más: Ilanga en Eddy'Son, Elisa Dangwa en Africamania, Sisika en Syllart y Symbiose . 
En 1982, inicialmente para la etiqueta de Outtara, : 270  Mbenza y Bopol se unieron a los conocidos cantantes congoleños Nyboma (Nyboma Mwan'dido) y Wuta Mayi para fundar el popular e influyente grupo soukous Les Quatre Etoiles (las Cuatro Estrellas), que lanzó siete álbumes de estudio y tres álbumes en vivo (aunque dos de ellos pueden ser iguales) hasta mediados de la década de 1990, y tocó en vivo en 2010. Cada uno de sus cuatro miembros fue una estrella por derecho propio que grabó álbumes en solitario. Les Quatre Étoiles fue un arreglo suelto en lugar de exclusivo; Mbenza y sus otros tres miembros lanzaron discos en solitario, formaron otras bandas y tocaron como acompañantes en apoyo de otros músicos (especialmente entre ellos) durante el tiempo de su membresía en Les Quatre Étoiles. : 271 
Cuando Mbenza estaba de gira por los Estados Unidos, Ibrahim Kanja Bah, quien dirigió un programa de radio de música africana, una tienda de discos y un sello discográfico en Washington D. C., organizó sesiones de grabación para él, lo que resultó en su álbum Africa: The Golden Years, una mezcla de Canciones de África occidental cubiertas en estilo congoleño que fue lamentada por los aficionados al comenzar un género de álbumes "megamix", y un enfoque similar a los clásicos del soul estadounidense lanzados como Soul on Fire por "Maloko". : 380 
En 1988, Mbenza se unió a los vocalistas congoleños Passi Jo y Jean-Papy Ramazani para crear una banda de "proyecto paralelo" llamada Kass Kass, que grabó varios álbumes de soukous de pista de baile de alta energía. Parte de su música mostró una influencia del zouk, la música de baile francesa del Caribe de esa época, y en una entrevista Mbenza notó que había trabajado en el estudio con la banda de zouk Kassav ' . Lanzó su mayor éxito, el álbum Symbiose en 1991.

### Años recientes
Además de continuar grabando y girando, Mbenza ha participado en dos proyectos importantes desde Les Quatre Etoiles. 
Primero, en 2000, con otros músicos africanos veteranos, formó Kékélé, una banda que tocaba rumba congoleña de ritmo lento en un estilo de renacimiento que se remonta a los años 50, 60 y 70, usando guitarras acústicas. Sus fundadores adoptaron este enfoque en reacción a la dirección de la música congoleña en la década de 1990; como explicó Mbenza: "No había más canciones, no había más melodías. Pensamos en esto y decidimos que teníamos que volver a la rumba, lo que tocamos en el pasado... Nuestra música se estaba volviendo decadente. Tuvimos que despertarlo de nuevo ". Dijo que el productor François Bréant "tuvo la idea de pedirme que formara una banda que hiciera discos al estilo [de la rumba congoleña vintage] para que esta gran música no muriera".
Kékélé fue ensamblado bajo el productor ejecutivo Ibrahima Sylla. Los miembros principales consistentes de la banda fueron Mbenza en guitarra y vocalistas Nyboma, Wuta Mayi, Bumba Massa y Loko 'Djeskain' Massengo . Otros miembros del elenco de la banda en diferentes momentos incluyeron a los guitarristas Papa Noel Nedule, Yves Ndjock y Rigo Star Bamundélé, el saxofonista Manu Dibango y los cantantes Jean-Papy Ramazani, Mbilia Bel y Madilu System . Kékélé lanzó tres álbumes de estudio y un álbum en vivo entre 2001 y 2006, y realizó una gira por Europa, América del Norte, el Caribe y África hasta 2010. 
En segundo lugar, en 2009, Mbenza grabó Immortal Franco: Unrivaled Guitar Legend de África, un álbum que rindió homenaje al guitarrista que había sido la inspiración de su infancia, Franco. Su personal incluía a los vocalistas Wuta Mayi, Elba Kuluma, Ballou Canta y Ketsia, el guitarrista Bopol, el bajista Flavien Makabi y el saxofonista Jimmy Mvondo . Recibió avisos positivos de Evening Standard (Londres) y la revista Songlines (Reino Unido), la Australian Broadcasting Company, RootsWorld (concluyendo, "Mbenza y sus asociados aquí saludan al hombre de manera fabulosa"), y radio Concertzender (Países Bajos). El Proyecto Acústico Indie lo nombró como uno de los tres finalistas al Mejor CD de 2009 en la categoría Música mundial: África.

## Evaluaciones
Mbenza ha sido uno de los mejores guitarristas principales en un género de música que, como explicó al New York Times, es impulsado por la guitarra. Ha tocado con casi todos los mejores músicos congoleños de su tiempo. Su trabajo es reconocible, con solos que presentan ejecuciones rápidas de notas altas y brillantes que giran alrededor de un tema corto, reformulándolo y enmendado. La interacción de su trabajo de guitarra con la de su colaborador frecuente Bopol ha sido descrita como "legendaria".
Las evaluaciones de aquellos familiarizados con su trabajo incluyen superlativos y referencias a los mejores guitarristas del mundo. Los ejemplos incluyen: "un guitarrista excepcionalmente talentoso", : 211  "guitarrista maestro extraordinario", "uno de los mejores virtuosos de guitarra en África" y otras descripciones como uno de los mejores guitarristas de África, "uno de los mejores guitarristas del mundo", y "para mí, olvida a Carlos Santana, olvida a Ali Farka Toure, el mejor guitarrista vivo". A los escritores también les gusta repetir la frase de Andy Kershaw de la BBC, que dice que Eric Clapton no está en condiciones de afinar las cuerdas de guitarra de Mbenza.

## Discografía

### Álbumes solistas
- Kouame (Syran M'Benza y L'African All Stars) (1980)
- Ilanga [16] o Syran[34] o Signé Eddy'Son[34][35] (1983)
- Elisa Dangwa (1984)
- Sisika (1986)
- Bana  o Mister (Super Hit Track Bana)  (1987)
- África: los años dorados (1989[36] )
- Symbiose (Syran M'Benza) (1990[30] o 1991)
- Immortal Franco: Africa's Unrivaled Guitar Legend (Syran Mbenza y Ensemble Rumba Kongo) (2009)

### Featuring con otros artistas
- Syran Mbenza y Bopol Masiamina [sic], The Best African Sound (1987)

### Como miembro de banda
- Vicky & Lovy du Zaire, (1971/1972/1973) (sencillos de principios de los 70, compilación lanzada en 1993)
- Orchestre Kara de Kinshasa, Orchestre Kara de Kinshasa (1979)
- Orchestre Kara de Kinshasa, Kiyika Masamba (Flamy) (años 70)
- Sam Mangwana y African All-Stars, vol. 1 (o Matinda ) (1979)
- Les Quatre Étoiles, 4 Grandes Vedettes de la Musique Africaine (1983)
- Les Quatre Étoiles, 4 Stars (o Enfant Bamileke ) (1984)
- Les Quatre Étoiles, Dance (1985)
- Kass Kass, Kass Kass (1987)
- Les Quatre Étoiles, 6 Hits / 6 Tubes (1987)
- Kass Kass, Kass Tout (1988)
- Les Quatre Étoiles, Zaire Star Show in the US  - Kilimanjaro Heritage Hall (1988, en vivo)
- Maloko(1988[9] : 380  )
- Les Quatre Étoiles, Four Stars (or Kouame ) (1989, en vivo) [puede ser el mismo que el álbum en vivo de Kilimanjaro]
- Les Quatre Étoiles, Les 4 Etoiles (o Souffrance ) (1991)
- Les Quatre Étoiles, Sangonini (1993)
- Les Quatre Étoiles, Adama Coly (1995)
- Les Quatre Étoiles, Live in London (1996, live)
- Kékélé, Rumba Congo (2001)
- Kékélé, Congo Life (2003)
- Kékélé, Kinavana (2006)
- Kékélé, Live: Tournée Américaine & Canadienne (2006)

### Como artista secundario
Esta es una lista parcial, una muestra representativa de los muchos álbumes en los que Mbenza tocaba la guitarra. 
- Sam Mangwana, Maria Tebbo (1979)
- Sam Mangwana, Eddy'Son Presente Sam Mangwana o Georgette Eckin's (1979)
- Sam Mangwana, Eddy'Son Presente Sam Mangwana o Matinda (1979)
- Asi Kapela, Jocker (años 70? )
- Bopol Mansiamina y Besisimou, Maillot Jaune (1982)
- Bumba Massa, L'Argent et La Femme (1982)
- Pablo Lubadika, Idie (1982)
- Bopol Mansiamina, Manuela (1983)
- Nyboma y Les Kamale Dynamiques Du Zaire, Aïcha Motema (1983)
- Wuta May [sic], Zalaka Mayele (1983)
- Wuta Mayi, Blaise Pasco Chante Saka Mache (1983)
- Bopol Mansiamina, Bopol (o Samedi Soir o Afric'Ambience ) (1984)
- Bopol & Innovation Helena (12 "single) (1984)
- Lea y Domingo, Persiana (c. 1984[37] )
- Pablo Lubadika, Concentración (1984)
- Wuta Mayi, Tout Mal Se Paie Ici Bas (1984)
- Lady Isa, Malembe (1986)
- Bopol Mansiamina, Belinda (1989)
- Fefe David Diambouana, Fefe David Diambouana o Mama Cathie (1980? )
- Mayos, Muana Ngombo (1980? )
- Passi-Jo y Kass Kass Connexion, Kayifi (1980? )
- Wuta Mayi, Le Beach (años 80)
- Sistema Madilu, sin comentarios (1993)
- Sam Mangwana, Rumba Music (1993)
- Pablo Lubadika, Okominiokolo (1994)
- Awilo Longomba, Moto Pamba (1995)
- Monique Seka, Okaman (1995)
- Mose Fan Fan y Somo Somo, Hello Hello (1995)
- Samba Mapangala y Virunga, Karibu Kenia (1995)
- Samba Mapangala y Orquesta Virunga, Vunja Mifupa (1997)
- Ricardo Lemvo y Makina Loca, Mambo Yo Yo (1998)
- Passy-Jo, Les Hommes Voltigeurs (años 90? )
- Sans Papiers, Sans Papiers (2000)
- Samba Mapangala y Orquesta Virunga, Canción y Danza (2006)
- Madilu System, La Bonne Humeur (2007)